# Цинне
Цинне — (біл. вёска Цыннаё), село (веска) в складі Логойського району розташоване в Мінській області Білорусі, підпорядковане Жовтневій сільській раді.
Село Цинне розташоване в центральних районах Білорусі, в північній частині Мінської області - орієнтовне розташування.